# Трошин Сергій Михайлович
Сергі́й Миха́йлович Тро́шин (* 15 травня 1963) — льотчик-випробувач 1 класу державного підприємства «Антонов» (м. Київ), Герой України.

## Біографія
Проводив випробування близькомагістрального пасажирського літака «Ан-148» в Авіаційному науково-технічному комплексі ім. О. К. Антонова (КБ Антонов), здійснив понад 500 вильотів. 

## Нагороди
- Звання «Герой України» з врученням ордена «Золота Зірка» (23 серпня 2011) — за визначний особистий внесок у розвиток вітчизняного літакобудування, мужність і героїзм, виявлені під час проведення льотних випробувань нової авіаційної техніки[3]
- Орден «За заслуги» II ст. (27 серпня 2009) — за вагомий особистий внесок у розвиток вітчизняного літакобудування, впровадження високоефективних форм господарювання під час створення сучасних конкурентоспроможних літаків, піднесення міжнародного авторитету України[4]
- Орден «За заслуги» III ст. (7 лютого 2006) — за значний особистий внесок у розвиток вітчизняного літакобудування, вагомі трудові здобутки у створенні й впровадженні авіаційної техніки, високу професійну майстерність[5]